# مرل تووه
مرل تووه (انگلیسی: Merle Tuve؛ زاده ۲۷ ژوئن ۱۹۰۱ درگذشته ۲۰ مه ۱۹۸۲) یک فیزیک‌دان در زمینه ژئوفیزیک اهل ایالات متحده آمریکا بود.
وی برنده جوایزی همچون جایزه کامستاک در فیزیک شده است.